# Ametrodiplosis medialis
Ametrodiplosis medialis är en tvåvingeart som beskrevs av Boris Mamaev 1961. Ametrodiplosis medialis ingår i släktet Ametrodiplosis och familjen gallmyggor. Inga underarter finns listade i Catalogue of Life.